# 215. pehotni polk (Italija)
215. pehotni polk Tevere je bil pehotni polk Kraljeve italijanske kopenske vojske.

## Zgodovina
Med prvo svetovno vojno je bil polk nastanjen na soški fronti.